# كأس سيراليون

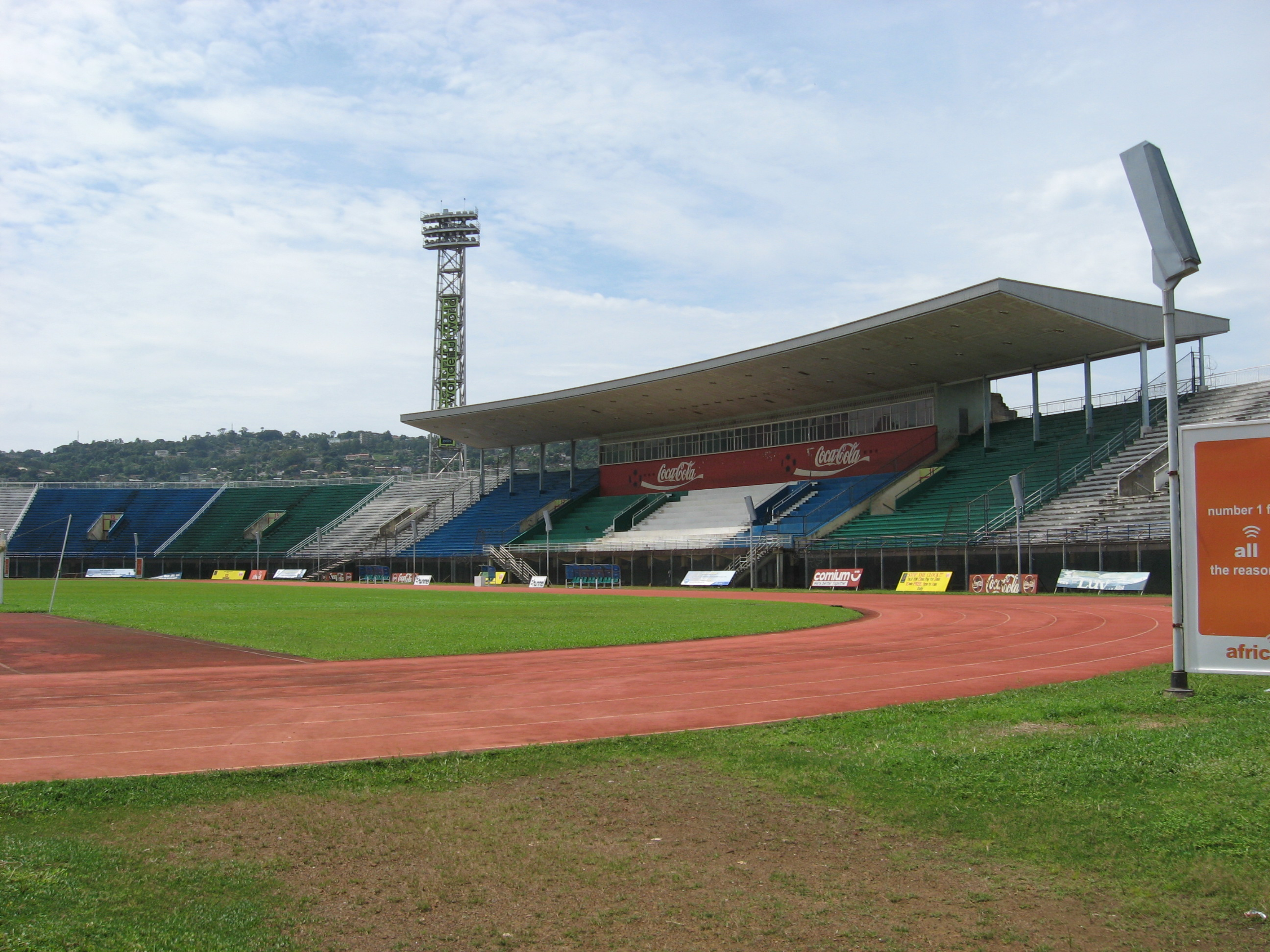

كأس سيراليون (بالإنجليزية: Sierra Leonean FA Cup)‏ ، هي بطولة رسمية لكرة القدم في سيراليون ، تشارك فيه أندية مرخصة من اتحاد كرة القدم المحلية ، أسست البطولة سنة 1967م.

## وصلة خارجية
- List of cup winners at RSSSF.com